# Parafia św. Wojciecha BM w Sieradzu
Parafia Świętego Wojciecha Biskupa i Męczennika w Sieradzu – rzymskokatolicka parafia w Sieradzu, należąca do diecezji włocławskiej i dekanatu zduńskowolskiego. Powołana w 1410 roku. Obsługiwana przez księży diecezjalnych.